# Jin Satō
Jin Satō (jap. 佐藤 尽, Satō Jin; * 27. September 1974 in Hokkaidō) ist ein ehemaliger japanischer Fußballspieler.

## Karriere
Satō erlernte das Fußballspielen in der Schulmannschaft der Muroran Otani High School und der Universitätsmannschaft der Kokushikan-Universität. Seinen ersten Vertrag unterschrieb er 1997 bei den Yokohama Flügels. Der Verein spielte in der höchsten Liga des Landes, der J1 League. 1997 erreichte er das Finale des Kaiserpokals. 1998 gewann er mit dem Verein den Kaiserpokal. Für den Verein absolvierte er 17 Erstligaspiele. 1999 wechselte er zum Ligakonkurrenten Kyoto Purple Sanga. Am Ende der Saison 2000 stieg der Verein in die J2 League ab. 2001 wurde er mit dem Verein Meister der J2 League und stieg in die J1 League auf. Für den Verein absolvierte er 65 Spiele. Im Juli 2002 wechselte er zum Ligakonkurrenten Consadole Sapporo. Am Ende der Saison 2002 stieg der Verein in die J2 League ab. Für den Verein absolvierte er 61 Spiele. Ende 2004 beendete er seine Karriere als Fußballspieler.

## Erfolge
Yokohama Flügels
- Kaiserpokal

Sieger: 1998
Finalist: 1997
Kyoto Purple Sanga
- Kaiserpokal

Sieger: 2002